# 979 Ilsewa
979 Ilsewa је астероид главног астероидног појаса са пречником од приближно 36,82 .
Афел астероида је на удаљености од 3,585 астрономских јединица (АЈ) од Сунца, а перихел на 2,736 АЈ. 
Ексцентрицитет орбите износи 0,134, инклинација (нагиб) орбите у односу на раван еклиптике 10,097 степени, а орбитални период износи 2052,346 дана (5,619 година). 
Апсолутна магнитуда астероида је 9,80 а геометријски албедо 0,156.
Астероид је откривен 29. јуна 1922. године.